# Economia e Negócios
Economia & Negócios foi um talk-show jornalístico de Economia exibido pela Record News de 2007 a 2017, tendo sendo mostrado antes, de 2000 a 2007 pela Rede Mulher, antecessora da Record News. A apresentação era de Fátima Turci.

## Sinopse
Inicialmente exibido diariamente pela Rede Mulher, o programa Economia & Negócios apresentado por Fátima Turci, realizou cerca de duas mil entrevistas no período de 2000 a 2007. Desde 2007 é exibido na Record News, atualmente toda segunda-feira às 22h00. Fátima saiu da emissora em julho de 2017.